# 보강 (하천)

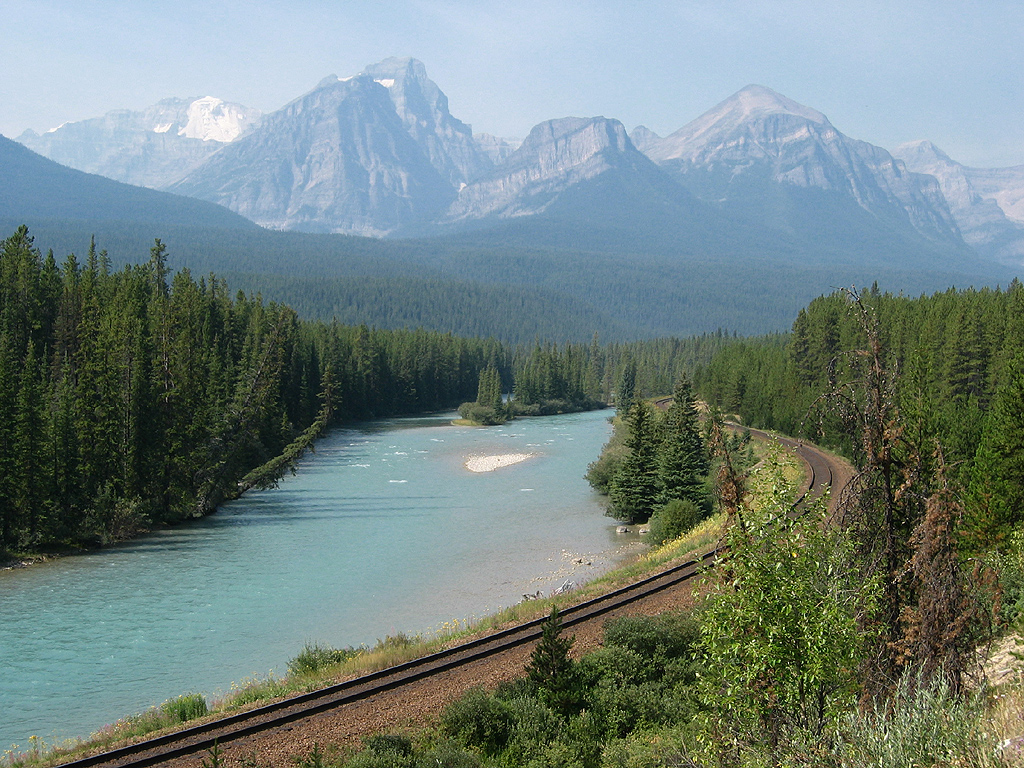
보강

보강(영어: Bow River)은 캐나다 앨버타주에 위치한 강으로 길이는 587km, 유역 면적은 26,200km2, 평균 유랑은 129m3/s이다. 강 이름은 앨버타 주의 원주민들이 갈대를 이용해서 활을 만들었던 데서 유래된 이름이다.
캐나다 로키산맥에 위치한 보 빙하(Bow Glacier)에서 발원하여 레이크루이스(Lake Louise) 마을을 향해 남쪽 방향으로 흐른다. 동쪽으로 방향을 바꾼 다음에는 캘거리 등을 흐르며 그래시레이크 마을(Grassy Lake) 인근에서 올드먼강과 함께 사우스서스캐처원강과 합류한다. 사우스서스캐처원강과 합류한 다음에는 서스캐처원강, 위니펙호, 넬슨강을 거쳐 허드슨만으로 흘러간다.
보강은 식수, 관개, 수력 발전에 사용되는 수자원으로 사용되고 있다. 송어를 비롯한 각종 야생동물의 서식지들의 서식지로서 낚시, 보트 휴양지로 유명한 곳이다.